# Lyceum Club Femenino
Ne doit pas être confondu avec Lyceum Club (Barcelone).
Le Lyceum Club Femenino est une association de femmes, fondée à Madrid par l'écrivaine noucentiste Maria de Maeztu en 1926 et interdite à l'arrivée au pouvoir de Franco en 1939. 

## Contexte historique et présentation
L'association est fondée en 1926, suivant le modèle du premier Lyceum créé en 1904 à Londres par l'écrivaine britannique Constance Smedley. 
L'objectif du Lyceum est la défense des droits des femmes. Lieux d'échanges et de rencontres culturelles, professionnelles et sociales pour les femmes, des associations similaires se créent progressivement à Berlin, Paris, Bruxelles, New York, Rome et La Haye, ainsi qu'à Barcelone avec les écrivaines catalanes Aurora Bertrana et Carme Montoriol i Puig qui animent le Lyceum Club de Barcelone à partir de 1931. 
Le club, laïc et apolitique, est formé de femmes de l'élite socioculturelle madrilène et compte à sa fondation 115 membres. Il organise notamment des événements mettant les femmes à l'honneur, le Salon de dibujantas (en français : Salon des Dessinatrices), en 1931, auquel participent les artistes Alma Tapia, Pitti Bartolozzi, Rosario de Velasco et Viera Sparza. 

## Guerre d'Espagne et censure franquiste
Après la guerre d'Espagne et la chute de la République en 1939, le régime franquiste démantèle le Lyceum. La dictature établit à sa place le « Club Medina », organisation phalangiste, conservatrice et réactionnaire, régi par la Sección Femenina de la Phalange.

## Composition
- Présidente : María de Maeztu
- Vice-présidentes : Victoria Kent et Isabel Oyarzábal
- Secrétaire : Zenobia Camprubí
- Trésorière : Amalia Galárraga
- Vice-secrétaire : Helen Phillips
- Bibliothécaire : María Martos de Baeza

## Autres membres notables
Carmen Baroja, Matilde Calvo Rodero,   Clara Campoamor, Ernestina de Champourcín, Victorina Durán, Elena Fortún, Matilde Huici, María de la O Lejárraga, María Teresa León, Concha Méndez, Margarita Nelken, Mabel Rick, Rosario Lacy, Carmen Gallardo Martín-Gamero, María Martos Arregui O'Neil, María del Mar Terrones Villanueva, Carmen Monné, María Francisca Clar Margarit, Julia Iruretagoiena, Rosa Spottorno, Pilar de Zubiaurre, Dolores Cebrián, la pédiatre Nieves González Barrio, la metteure en scène Pura Maortua et la journaliste Consuelo Álvarez Pool.